# Eparchie Saint George’s in Canton
Die Eparchie Saint George’s in Canton (lat.: Eparchia Sancti Georgii Martyris Romenorum) ist eine in den Vereinigten Staaten und Kanada gelegene Eparchie der Rumänischen griechisch-katholischen Kirche mit Sitz in Canton, Ohio. Sie umfasst rund 6000 Gläubige in 13 Pfarreien, die überwiegend im sogenannten Rust Belt der USA (Bundesstaaten Ohio, Illinois, Michigan, New Jersey, Indiana und Pennsylvania) liegen.

## Geschichte
Anfang des 20. Jahrhunderts entstanden in den USA Gemeinden rumänischer Auswanderer griechisch-katholischer Konfession, zu deren Betreuung die rumänische Kirche Pfarrer Epaminonda Lucaci entsandte. Die erste dieser Gemeinden war 1905 Saint Helena Romanian Byzantine Catholic Church in Cleveland (Ohio). 
Nach 1948 wurde die griechisch-katholische Kirche in Rumänien verboten und verfolgt, in den USA konnte sie sich hingegen frei weiterbetätigen. Die mittlerweile 17 rumänischen griechisch-katholischen Gemeinden in den USA unterstanden der Hierarchie der römisch-katholischen Kirche (des lateinischen Ritus) und den jeweils örtlich zuständigen Diözesen. Soweit es auf Besonderheiten des byzantinischen Ritus ankam, wurden sie von der Ruthenischen griechisch-katholischen Kirche betreut, die bereits über ein eigenes Exarchat in den USA verfügte. 1955 richteten die damals 12 rumänischen Gemeindepfarrer eine Denkschrift an den Papst, in der sie erstmals um ein eigenes Bistum baten.
Papst Johannes Paul II. errichtete am 11. Januar 1982 das Apostolische Exarchat für die Vereinigten Staaten der Rumänischen griechisch-katholischen Kirche. Zu dessen erstem Leiter ernannte er Louis Vasile Pușcaș. Das Apostolische Exarchat wurde am 26. März 1987 durch Johannes Paul II. zur Eparchie erhoben und in Eparchie Saint George’s in Canton umbenannt. Zum 15. Dezember 2012 wurde das Diözesangebiet auf Kanada ausgedehnt, wo es zwei Missionen dieser Kirche gibt: in Montreal und Toronto.

## Ordinarien

### Apostolische Exarchen für die Vereinigten Staaten
- 1982–1987 Louis Vasile Pușcaș

### Bischöfe der Eparchie Saint George’s in Canton
- 1987–1993 Louis Vasile Pușcaș
- 1996–0000 John Michael Botean